# Ислам в Австралии
Ислам в Австралии является одной из малочисленных религий. По данным переписи 2011 года, 476 291 человек, или 2,2 % от общего количества населения Австралии считают себя мусульманами. По данным той же переписи ислам является третьей по величине религиозной группой после христианства (64 %) и буддизма (2,5 %). Демографы относят тенденцию роста мусульманской общины с высоким уровнем рождаемости и иммиграцией.

## История
Первыми мусульманами в Австралии были торговцы из индонезийского архипелага, которые торговали с коренным населением северного побережья Австралии за сотни лет до прихода европейцев. Макасары, торговавшие с австралийцами рыбой, морскими огурцами и т. д. оставили свой след в языке, искусстве и экономике народов северной Австралии.
Во второй половине XIX в. из стран Центральной Азии в Австралию приехали погонщики верблюдов, которых называли «афганцами». Верблюды были впервые завезены в Австралию в 1840 году, а первые погонщики верблюдов прибыли в Мельбурн в июне 1860 года. Несмотря на то, что погонщики были не только из Афганистана, они стали известны как «афганцы».
Погонщики поселились в районах вблизи Алис-Спрингс и других районах Северной Австралии, заключая браки с коренным населением. Первая мечеть в Австралии была построена в 1861 году на Мари (Южная Австралия). Великая мечеть Аделаиды была построена в 1888 году потомками афганских погонщиков верблюдов.
В начале 20-го века, мусульманам неевропейского происхождения было запрещено переселяться в Австралию из-за действовавшей в конституции Австралии политики белой Австралии. Однако некоторым мусульманам все-таки удалось приехать в Австралию. В 1920-х и 1930-х албанским мусульманам было разрешено приехать в Австралию благодаря их европейскому происхождению. Албанские мусульмане построили первую мечеть в 1960 году в Шепартоне, а в 1963 году они построили первую мечеть в Мельбурне.
После Второй мировой войны в экономике страны остро встал вопрос нехватки рабочей силы, что привело к ослаблению иммиграционной политики Австралии. Благодаря этому в Австралии увеличилось число мусульман, в основном из Боснии и Герцеговины. С 1967 по 1971 год около 10 тысяч турок поселились в Австралии в рамках соглашения между Австралией и Турцией.
В месяц Рамадан мусульмане Австралии организовывают совместные ифтары для представителей всех конфессий.

## Демографическая статистика
Ислам является самой быстрорастущей религией в Австралии. Численность мусульман в стране с 2007 по 2012 год увеличилась на 40 %, а за период с 1976 г. — в 10 раз. По данным переписи 2001 года более трети мусульман родились в Австралии. Ниже приводятся страны и процент мусульман, родившихся в этих странах:
1. Австралия: 36 %
2. Ливан: 10 %
3. Турция: 8 %
4. Афганистан: 3,5 %
5. Босния и Герцеговина: 3,5 %
6. Пакистан: 3,2 %
7. Индонезия: 2,9 %
8. Ирак: 2,8 %
9. Бангладеш: 2,7 %
10. Иран: 2,3 %
11. Фиджи: 2,0 %

## Исламские школы и университеты
- Академия исламских науки и исследований Австралии (Новый Южный Уэльс)
- Исламский колледж аль-Амана (Новый Южный Уэльс)
- Институт аль-Каусар (Виктория, Новый Южный Уэльс)
- Медресе аль-Хидая (Западная Австралия)
- Исламский колледж ас-Сараат (Виктория)
- Исламский колледж Даруль-Улум (Виктория)
- Исламский колледж аль-Фейсал (Новый Южный Уэльс)
- Исламский колледж Киблу (Новый Южный Уэльс)
- Исламский колледж аз-Захра (Новый Южный Уэльс)
- Исламский колледж Аркана (Новый Южный Уэльс)
- Австралийская международная академия[англ.] (ранее исламский колледж короля Халида в Виктории)
- Австралийский международный исламский колледж (Квинсленд)
- Австралийский исламский колледж[англ.] (Западная Австралия)
- Австралийский исламский колледж Сиднея[англ.] (Сидней)
- Исламский колледж Восточного Престона (Виктория)
- Исламский колледж Илим[англ.] (Виктория)
- Исламский колледж Ирфан (Новый Южный Уэльс)
- Исламский колледж Брисбена[англ.] (Квинсленд)
- Исламский колледж Южной Австралии[англ.] (Южная Австралия)
- Исламский колледж Лэнгфорда (Западная Австралия)
- Медресе Малек Фахд[англ.] (Новый Южный Уэльс)
- Исламский колледж Минарет[англ.] (Виктория)
- Исламский колледж Нур аль-Худа (Новый Южный Уэльс)
- Исламский колледж Рисаля (Новый Южный Уэльс)
- Исламский колледж Суле[англ.] (Новый Южный Уэльс)
- Исламский колледж Исик (Виктория)